# Chisom Egbuchulam
Chisom Egbuchulam (sinh ngày 22 tháng 2 năm 1992) là một cầu thủ bóng đá người Nigeria thi đấu cho câu lạc bộ Thụy Điển Falkenbergs FF ở vị trí tiền đạo.

## Sự nghiệp
Egbuchulam moved cho mượn từ Enugu Rangers to câu lạc bộ Thụy Điển BK Häcken vào tháng 2 năm 2017. Anh ký hợp đồng cho Falkenberg vào tháng 4 năm 2018.

## Sự nghiệp quốc tế
Vào tháng 10 năm 2016, Egbuchulam được triệu tập vào Nigeria và là dự bị không được sử dụng khi Đại bàng xanh đánh bại Zambia 2-1.